# 大施納普湖

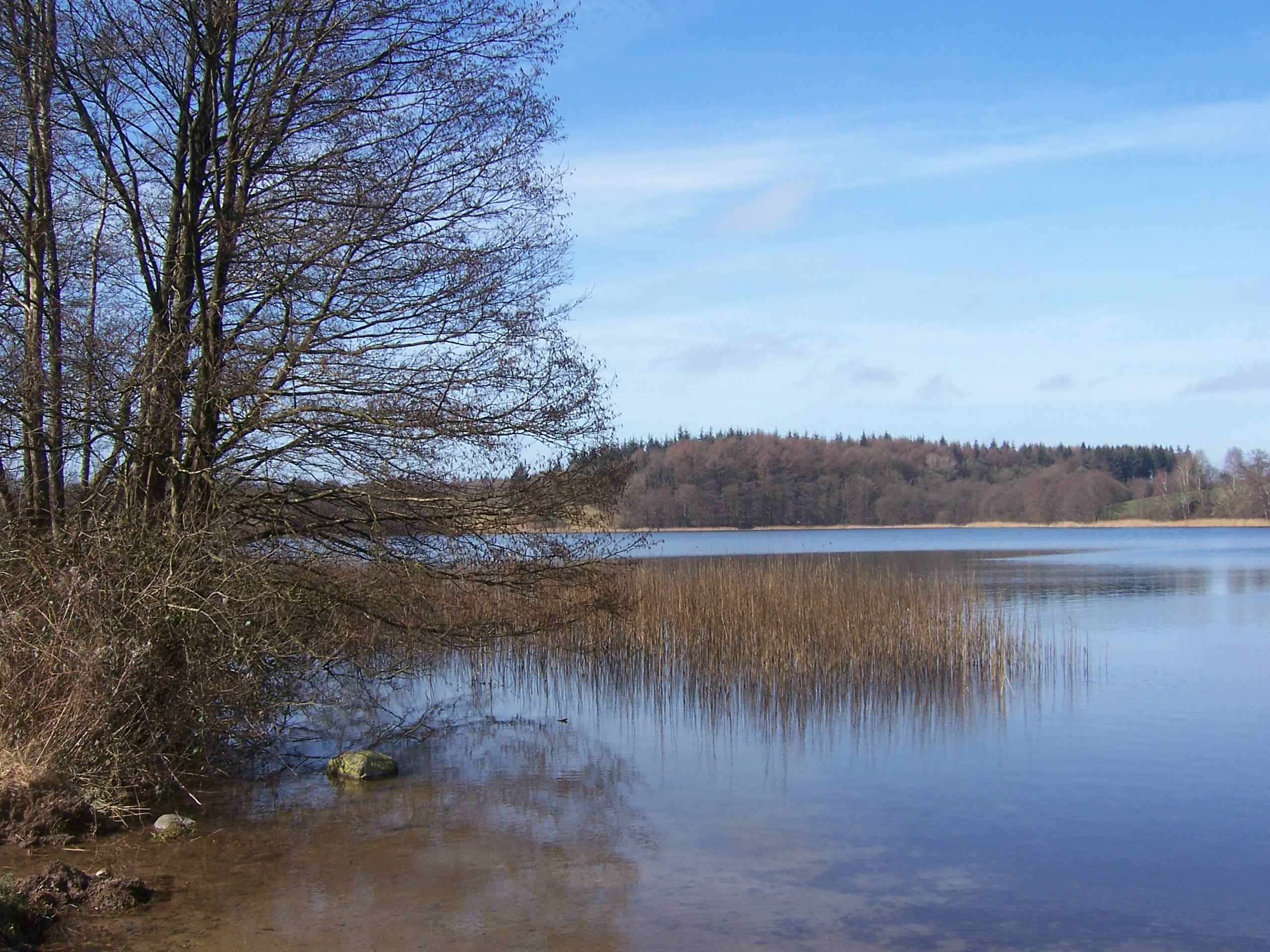

54°29′15″N 9°46′50″E / 54.487516°N 9.780529°E
大施納普湖（德語：Großer Schnaaper See），是德國的湖泊，位於該國北部石勒蘇益格-荷爾斯泰因州，由倫茨堡-埃肯弗德縣負責管轄，面積0.17平方公里，湖岸線長度1.6公里。